# The Head
The Head  är en spansk-japansk thriller- och dramaserie som hade premiär den 12 juni 2020 på strömningstjänsten Max. Den tredje och sista säsongen har premiär den 19 december 2024. Serien är skapad av David Pastor, Àlex Pastor och David Troncoso.

## Handling
Serien utspelar sig på Sydpolen där ett forskarteam på en forskningsstation undersöker klimatförändringarna. När biologens Johan Berg återvänder för att börja sitt pass finner han forskningsstationen tom. Johan befinner sig mitt i jakten på en mördare, och hans fru Annika är dessutom en av de saknade.

## Rollista (i urval)
- John Lynch - Dr. Arthur Wilde
- Katharine O'Donnelly - Dr. Maggie Mitchell
- Alexandre Willaume - Johan Berg
- Richard Sammel - Erik Osterland
- Tomohisa Yamashita - Aki Kobayashi
- Laura Bach - Annika Lundqvist
- Álvaro Morte - Ramón Lazaro
- Olivia Morris - Rachel Russo
- Moe Dunford - Alec Kurtz
- Josefin Neldén - Amy
- Hovik Keuchkerian - Charlie